# Nesodes insularis
Nesodes insularis là một loài bọ cánh cứng trong họ Cerambycidae.